# 진 헌공 (24대)
진 헌공 (秦獻公362, 기원전 424년 ~ 기원전 362년)은 중국 전국 시대의 진나라의 제24대 군주(재위：기원전 384년 ~ 기원전 362년)이다. 성은 영(嬴), 이름은 사습(師隰), 혹은 연(連)이다. 전국 시대 당시 6국에게 멸시받던 나라의 부흥을 위하여 힘을 쏟았다. 옹성(雍城, 산시성 바오지시 펑샹 현 경내)에서 약양(櫟陽, 산시성 시안시 옌량구)으로 도읍을 옮기고 동방경략(東方經略)을 꾀하였다.

## 상황
당시 진나라는 나머지 6국에 비해 서쪽에 치우쳐져 있었으며, 가장 힘이 약한 나라였다. 당시 7개국 중 패권국이었던 위나라와는 매해 전쟁을 거듭하던 상태였다. 헌공은 진나라에 남아있던 악습인 순장(또는 순사) 풍습을 없애고 도읍을 악양으로 옮겼다. 하서지방 공략에 힘을 쏟았다. 훗날 하서수복전을 전개하다 위군이 쏜 독화살에 맞는 중상을 입었고, 회복하지 못하고 끝내 숨을 거두었다. 두 아들 중 둘째 아들인 거량에게 공위를 물려주었고, 이는 진나라 부흥의 결정적인 계기가 되었다.
| 전임 진 출공 | 제24대 중국 진나라의 군주 기원전 384년 ~ 기원전 362년 | 후임 진 효공 |